# Grand Prix moto de Catalogne 2000
Le Grand Prix moto de Catalogne 2000 est le sixième rendez-vous de la saison 2000 du championnat du monde de vitesse moto. Il s'est déroulé sur le circuit de Catalogne le 11 juin 2000.

## Classement final 500 cm3
| Pos. | Pilote              | Moto      | Temps/Écart     | Points |
| ---- | ------------------- | --------- | --------------- | ------ |
| 1    | Kenny Roberts Jr    | Suzuki    | 51 min 31 s 504 | 25     |
| 2    | Norifumi Abe        | Yamaha    | +4 s 454        | 20     |
| 3    | Valentino Rossi     | Honda     | +9 s 541        | 16     |
| 4    | Nobuatsu Aoki       | Suzuki    | +12 s 621       | 13     |
| 5    | Max Biaggi          | Yamaha    | +17 s 224       | 11     |
| 6    | Loris Capirossi     | Honda     | +25 s 906       | 10     |
| 7    | Jurgen vd Goorbergh | TSR-Honda | +45 s 688       | 9      |
| 8    | David de Gea        | Modenas   | +1 min 02 s 945 | 8      |
| 9    | Tetsuya Harada      | Aprilia   | +1 min 21 s 784 | 7      |
| 10   | Yoshiteru Konishi   | TSR-Honda | +1 min 33 s 670 | 6      |
| 11   | Sébastien Le Grelle | Honda     | +1 tour         | 5      |
| 12   | Jeremy McWilliams   | Aprilia   | +1 tour         | 4      |
| 13   | Régis Laconi        | Yamaha    | +1 tour         | 3      |
| 14   | Shane Norval        | Honda     | +1 tour         | 2      |
| 15   | Tadayuki Okada      | Honda     | +1 tour         | 1      |
| 16   | Garry McCoy         | Yamaha    | +2 tours        |        |
| Abd. | Sete Gibernau       | Honda     | Abandon         |        |
| Abd. | Carlos Checa        | Yamaha    | Abandon         |        |
| Abd. | Àlex Crivillé       | Honda     | Abandon         |        |
| Abd. | Alex Barros         | Honda     | Abandon         |        |

## Classement final 250 cm3
| Pos  | Pilote             | Moto      | Temps/Écart     | Points |
| ---- | ------------------ | --------- | --------------- | ------ |
| 1    | Olivier Jacque     | Yamaha    | 48 min 23 s 115 | 25     |
| 2    | Tohru Ukawa        | Honda     | +4 s 250        | 20     |
| 3    | Shinya Nakano      | Yamaha    | +8 s 177        | 16     |
| 4    | Daijiro Kato       | Honda     | +12 s 811       | 13     |
| 5    | Franco Battaini    | Aprilia   | +12 s 998       | 11     |
| 6    | Marco Melandri     | Aprilia   | +13 s 161       | 10     |
| 7    | Ralf Waldmann      | Aprilia   | +46 s 137       | 9      |
| 8    | Naoki Matsudo      | Yamaha    | +49 s 412       | 8      |
| 9    | Anthony West       | Honda     | +49 s 458       | 7      |
| 10   | Jamie Robinson     | Aprilia   | +56 s 066       | 6      |
| 11   | Johann Stigefelt   | TSR-Honda | +58 s 740       | 5      |
| 12   | Jarno Janssen      | TSR-Honda | +1 min 08 s 906 | 4      |
| 13   | David Checa        | TSR-Honda | +1 min 09 s 056 | 3      |
| 14   | Jeronimo Vidal     | Aprilia   | +1 min 12 s 935 | 2      |
| 15   | Klaus Nohles       | Aprilia   | +1 min 16 s 235 | 1      |
| 16   | Sébastien Gimbert  | TSR-Honda | +1 min 16 s 403 |        |
| 17   | Lucas Oliver Bulto | Yamaha    | +1 min 24 s 739 |        |
| 18   | Fonsi Nieto        | Yamaha    | +1 min 24 s 826 |        |
| 19   | Jay Vincent        | Aprilia   | +1 min 38 s 584 |        |
| 20   | Shahrol Yuzy       | Yamaha    | +1 min 38 s 693 |        |
| 21   | Adrian Coates      | Aprilia   | +1 min 54 s 290 |        |
| 22   | Julien Allemand    | Yamaha    | +1 tour         |        |
| Abd. | David Tomas        | Honda     | Abandon         |        |
| Abd. | Alex Debón         | Aprilia   | Abandon         |        |
| Abd. | Roberto Rolfo      | Aprilia   | Abandon         |        |
| Abd. | David Garcia       | Aprilia   | Abandon         |        |
| Abd. | Alvaro Molina      | TSR-Honda | Abandon         |        |
| Abd. | Luca Boscoscuro    | Aprilia   | Abandon         |        |
| Abd. | Ivan Clementi      | Aprilia   | Abandon         |        |
| Abd. | Sebastian Porto    | Yamaha    | Abandon         |        |
| Abd. | Marcellino Lucchi  | Aprilia   | Abandon         |        |

## Classement final 125 cm3
| Pos  | Pilote             | Moto    | Temps/Écart     | Points |
| ---- | ------------------ | ------- | --------------- | ------ |
| 1    | Simone Sanna       | Aprilia | 47 min 54 s 390 | 25     |
| 2    | Masao Azuma        | Honda   | +10 s 770       | 20     |
| 3    | Gino Borsoi        | Aprilia | +11 s 012       | 16     |
| 4    | Arnaud Vincent     | Aprilia | +32 s 298       | 13     |
| 5    | Reinhard Stolz     | Honda   | +1 min 14 s 098 | 11     |
| 6    | Pablo Nieto        | Derbi   | +1 min 23 s 253 | 10     |
| 7    | Max Sabbatani      | Honda   | +1 min 27 s 049 | 9      |
| 8    | Antonio Elias      | Honda   | +1 min 37 s 000 | 8      |
| 9    | Angel Nieto Jr     | Honda   | +1 min 40 s 199 | 7      |
| 10   | Leon Haslam        | Italjet | +1 min 46 s 951 | 6      |
| 11   | Ivan Goi           | Honda   | +1 min 50 s 843 | 5      |
| 12   | Éric Bataille      | Honda   | +2 min 09 s 311 | 4      |
| 13   | Randy de Puniet    | Aprilia | +1 tour         | 3      |
| 14   | Iván Martínez      | Aprilia | +1 tour         | 2      |
| Abd. | Lucio Cecchinello  | Honda   | Abandon         |        |
| Abd. | Alex De Angelis    | Honda   | Abandon         |        |
| Abd. | Joaquin Perera     | Honda   | Abandon         |        |
| Abd. | Steve Jenkner      | Honda   | Abandon         |        |
| Abd. | Marco Petrini      | Aprilia | Abandon         |        |
| Abd. | Roberto Locatelli  | Aprilia | Abandon         |        |
| Abd. | Manuel Poggiali    | Derbi   | Abandon         |        |
| Abd. | Adrian Araujo      | Honda   | Abandon         |        |
| Abd. | Emilio Alzamora    | Honda   | Abandon         |        |
| Abd. | William De Angelis | Aprilia | Abandon         |        |
| Abd. | Gianluigi Scalvini | Aprilia | Abandon         |        |
| Abd. | Jaroslav Scalvini  | Italjet | Abandon         |        |
| Abd. | Youichi Ui         | Derbi   | Abandon         |        |
| Abd. | Noboru Ueda        | Honda   | Abandon         |        |